# Comtat de la Mejorada
El Comtat de la Mejorada és un títol nobiliari espanyol creat el 27 de maig de 1617 pel rei Felip III a favor d'Antonio de Padilla Bobadilla y Mendoza.

## Comtes de la Mejorada
|                       | Titular                                             | Període               |
| Creació per Felip III | Creació per Felip III                               | Creació per Felip III |
| --------------------- | --------------------------------------------------- | --------------------- |
| I                     | Antonio de Padilla Bobadilla y Mendoza              | 1617-1627             |
| II                    | Ana de Sande y Padilla                              | 1627-1650             |
| III                   | Agustín de Portugal y Láncaster                     | 1650-1720             |
| IV                    | Juan Manuel de Láncaster y Noroña                   | 1720-1733             |
| V                     | Juan de Carvajal y Láncaster                        | 1733-1747             |
| VI                    | Manuel Bernardino de Carvajal y Zúñiga              | 1747-1783             |
| VII                   | Ángel María de Caravajal y Gonzaga                  | 1783-1793             |
| VIII                  | Manuel Guillermo de Carvajal y Fernández de Córdoba | 1793-1816             |
| IX                    | Ángel María de Carvajal y Fernández de Córdoba      | 1816-1839             |
| X                     | Ángel María de Carvajal y Téllez-Girón              | 1839-1890             |
| XI                    | Ángela de Carvajal y Jiménez de Molina              | 1890-1915             |
| XII                   | Antonio Cabeza de Vaca y Carvajal                   | 1915-1942             |
| XIII                  | Alfonso Cabeza de Vaca y Leighton                   | 1942-1957             |
| XIV                   | Antonio Alfonso Cabeza de Vaca y Mc'Daniel          | 1957-1990             |
| XV                    | Andrea Cabeza de Vaca y Mc'Daniel                   | 1993-actual titular   |

## Història dels Comtes de la Mejorada
- Antonio de Padilla Bobadilla y Mendoza, I comte de la Mejorada. El succeí la filla de la seva germana Mariana de Padilla y Mendoza que s'havia casat amb Alfonso de Sande y Enríquez, I marquès de Valdefuentes, per tant la seva neboda:

- Ana de Sande y Padilla (1610-1659), II comtessa de la Mejorada, II marquesa de Valdefuentes, "IV marquesa de la Piovera".

1. Casada amb Alfonso de Láncaster y Láncaster, I duc d'Abrantes, I marquès de Sardoal, I marquès de Puerto Seguro,(en 1629). Besnet del rei Joan II de Portugal, fill d'Álvaro de Láncaster III duc d'Aveiro. El succeí el seu fill:

- Agustín de Láncaster y Padilla (1639-1720), III comte de la Mejorada, III marquès de Valdefuentes, II marquès de Sardoal, II duc d'Abrantes, II marquès de Puerto Seguro (aquest títol el va heretar el seu fill Alfonso de Láncaster y Noroña).

1. Casat amb Juana de Noroña, filla del I duc de Linares.

Van tenir per fills:
1. Alfonso de Láncaster y Noroña, III marquès de Puerto Seguro. Sense descendents.
2. Juan Mauel de Láncaster y Noroña, III duc d'Abrantes, III marquès de Sandoal, IV marquès de Valdefuentes, IV comte de la Mejorada. Sense descendents.
3. Fernando de Láncaster y Noroña, III duc de Linares. Sense descendents.
4. María Josefa de Láncaster y Noroña, el fill de la qual, Juan Antonio de Carvajal y Láncaster va succeir el seu pare i als tres oncles carnals.

- Juan Manuel de Láncaster y Noroña, IV comte de la Mejorada, IV marquès de Valdefuentes, III marquès de Sardoal, III duc d'Abrantes,, bisbe de Conca i Patriarca de les Índies Occidentals. Sense descendents. El succeí, de la seva germana María Josefa de Láncaster y Noroña que es va casar amb Bernardino de Carvajal, II comte de la Quinta de la Enjarada, el fill d'ambdós, per tant el seu nebot:

- Juan Antonio de Carvajal y Láncaster (1688-1747), V comte de la Mejorada, VI marquès de Valdefuentes, IV duc d'Abrantes, IV marquès de Sardoal, IV duc de Linares (com a nebot de Fernando de Láncaster y Noroña), IV marquès de Puerto Seguro (com a nebot d'Alfonso de Láncaster y Noroña), III comte de la Quinta de la Enjarada (com a successor del seu pare).

1. Casat amb Francisca de Paula de Zúñiga y Fernández de Córdoba. El succeí el seu fill:

- Manuel Bernardino de Carvajal y Zúñiga (1739-1783), VI comte de la Mejorada, VII marquès de Valdefuentes, V marquès de Sardoal, V duc d'Abrantes, V duc de Linares, V marquès de Puerto Seguro, XV comte d'Aguilar de Inestrillas, X comte de Villalba, IV comte de la Quinta de la Enjarada i XII marquès d'Aguilafuente  .

1. Casat amb María Micaela Gonzaga y Caracciolo, filla de Francesco Gonzaga, I Duquessa di Solferino. El succeí el seu fill:

- Ángel María de Carvajal y Gonzaga (1771-1793), VII comte de la Mejorada, VIII marquès de Valdefuentes, VI marquès de Sardoal, VI duc d'Abrantes, VI duc de Linares, VI marquès de Puerto Seguro, IX marquès de Navamorcuende, V comte de la Quinta de la Enjarada, XVI comte d'Aguilar de Inestrillas.

1. Casat amb Vicenta Fernández de Córdoba y Pimentel, filla de Pedro de Alcántara Fernández de Córdoba, XII duc de Medina-Sidonia. El succeí el seu fill:

- Manuel Guillermo de Carvajal y Fernández de Córdoba (1790-1816), VIII comte de la Mejorada, IX marquès de Valdefuentes, VII marquès de Sardoal, VII duc d'Abrantes, VII duc de Linares, VII marquès de Puerto Seguro, X marquès de Navamorcuende, VI comte de la Quinta de la Enjarada, XVII comte d'Aguilar de Inestrillas. El succeí el seu germà:

- Ángel María de Carvajal y Fernández de Córdoba y Gonzaga (1793-1839), IX comte de la Mejorada, X marquès de Valdefuentes, VIII marquès de Sardoal, VIII duc d'Abrantes, VIII duc de Linares, IX marquès de Puerto Seguro, XI marquès de Navamorcuende, VII comte de la Quinta de la Enjarada, XVIII comte d'Aguilar de Inestrillas.Caballerizo mayor de la Reina Isabel II.

1. Casat amb Manuela Téllez Girón y Pimentel. El succeí el seu fill:

- Ángel María de Carvajal y Téllez-Girón (1815-1890), X comte de la Mejorada, XI marquès de Valdefuentes, IX marquès de Sardoal, IX duc d'Abrantes, IX duc de Linares, X marquès de Puerto Seguro, XII marquès de Navamorcuende, VIII comte de la Quinta de la Enjarada, XIX comte d'Aguilar de Inestrillas, XIV comte de Villalba.

1. Casat en primeres noces amb María de A. Josefa Fernández de Córdoba.
2. Casat en segones noces amb Josefa Jimena de Molina. Del segon matrimoni fou el seu successor la seva filla:

- Ángela de Carvajal y Jiménez de Molina (1868-1924), XI comtessa de la Mejorada.

1. Casat amb Vicente Cabeza de Vaca y Fernández de Córdoba, IX marquès de Portago. El succeí, per cessió de la seva mare en 1915, el seu fill:

- Antonio Cabeza de Vaca y Carvajal (1892-1942), XII comte de la Mejorada, X marquès de Portago, Gentilhome Gran d'Espanya amb exercici i servitud del Rei Alfons XIII.

1. Casat amb María de los Dolores Castillo y Gascón.
2. Casat amb Olga Beatriz Leighton Ayre. El succeí, de seu segon matrimoni, en 1943, el seu fill:

- Alfonso Cabeza de Vaca y Leighton (1928-1957), XIII comte de la Mejorada, XI marquès de Portago.

1. Casat amb Helen Carroll Mc'Daniel. El succeí el seu fill:

- Antonio Alfonso Cabeza de Vaca y Mc'Daniel (1954-1990), XIV comte de la Mejorada, XII marquès de Portago. El succeí la seva germana:

- Andrea Cabeza de Vaca y Mc'Daniel, XV comtessa de la Mejorada, XIII marquesa de Portago. (Aquest títol li fou revocat en 2013 a favor de Theodora Portago, filla d'Antonio Alfonso Cabeza de Vaca y Mc'Daniel, com a XIV marquesa de Portago.[2]